# Dạng chuẩn 4
Dạng chuẩn 4 (viết tắt là 4NF từ tiếng Anh Fourth normal form) là một dạng chuẩn hóa lược đồ quan hệ cơ sở dữ liệu.

## Định nghĩa
Cho F là tập phụ thuộc hàm và phụ thuộc đa trị trên U. Lược đồ quan hệ R thuộc U ở dạng chuẩn 4 đối với F nếu mọi phụ thuộc đa trị X->Y được bao hàm trong F áp dụng cho R thì phụ thuộc đa trị này là tầm thường hoặc X là một siêu khóa của R.

## Nghiên cứu thêm
- Date, C. J. (1999), An Introduction to Database Systems Lưu trữ ngày 4 tháng 4 năm 2005 tại Wayback Machine (8th ed.). Addison-Wesley Longman. ISBN 0-321-19784-4.
- Kent, W. (1983) A Simple Guide to Five Normal Forms in Relational Database Theory, Communications of the ACM, vol. 26, pp. 120–125
- Advanced Normalization Lưu trữ ngày 6 tháng 7 năm 2007 tại Wayback Machine by ITS, University of Texas.